# Aap Ki Kasam
Aap Ki Kasam ist ein Hindi-Film von J. Om Prakash aus dem Jahr 1974 mit Rajesh Khanna, Mumtaz und Sanjeev Kumar in den Hauptrollen. In Indien zählt Kati Patang zu den 10 erfolgreichsten Filmen aus dem Jahr 1974.

## Handlung
Kamal Bhatnagar ist ein eifersüchtiger Ehemann. Er zweifelt an der Treue seiner Ehefrau Sunita, nachdem sein bester Freund Mohan in deren Leben tritt. Von der Eifersucht zerfressen, schafft es Sunita nicht Kamal von ihrer Liebe zu ihm zu überzeugen. Er verlässt sie, ohne zu wissen, dass Sunita von ihm schwanger ist.
Der depressive Kamal wird zum Vagabund, während Sunita heiratet, um ihrem Kind eine stabile Familiensituation bieten zu können. Erst Jahre später erfährt Kamal von der Wahrheit. Als gebrochener Mann nimmt er an der Hochzeit seiner nun erwachsenen Tochter teil.

## Musik
| Song                        | Sänger/in                      |
| --------------------------- | ------------------------------ |
| „Chori Chori Chupke Chupke“ | Lata Mangeshkar                |
| „Jai Jai Shiv Shankar“      | Kishore Kumar, Lata Mangeshkar |
| „Karwaten Badalte Rahe“     | Kishore Kumar, Lata Mangeshkar |
| „Paas Nahin Aana“           | Kishore Kumar, Lata Mangeshkar |
| „Suno Kaho Kaha Suna“       | Kishore Kumar, Lata Mangeshkar |
| „Zindagi Ke Safar Mein“     | Kishore Kumar                  |

## Auszeichnung
Filmfare Award 1975 Nominierung
- Beste Musik an R. D. Burman

## Sonstiges
- Dieser Film ist ein Remake des Malayalamfilm Vaazhve Mayam aus dem Jahr 1970. Nur das Ende unterscheidet sich.